# Вегетарианство

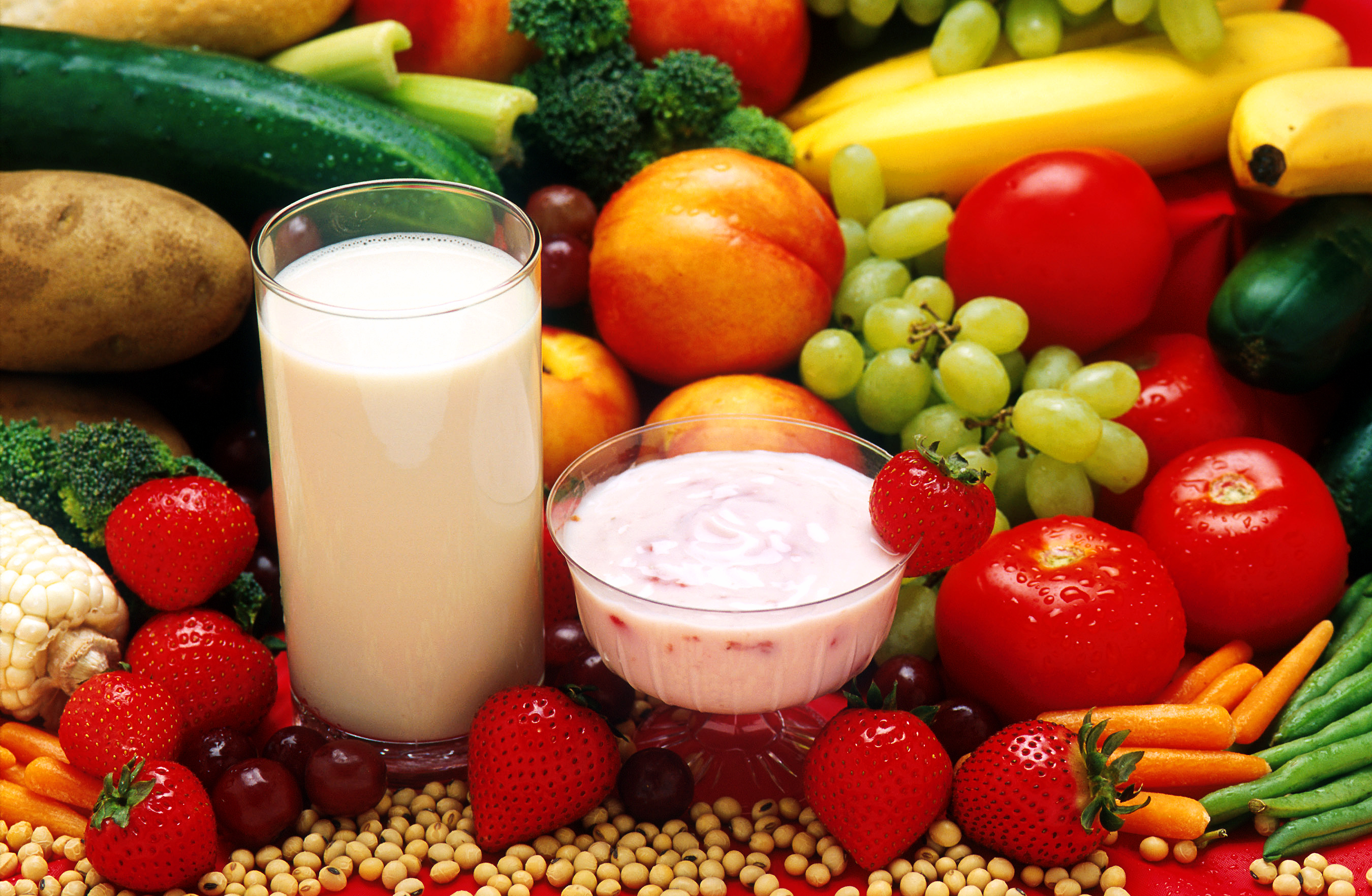
Вегетарианский стол

Вегетариа́нство — система питания преимущественно либо исключительно растительной пищей. Существуют различные виды вегетарианства, которые сводятся к двум основным направлениям: с полным исключением продуктов животного происхождения («старовегетарианцы») либо с употреблением в дополнение к растительной пище яиц либо молока («младовегетарианцы»). Наиболее строгий вариант вегетарианства носит название веганство. Люди становятся вегетарианцами по различным причинам: этическим, экологическим, экономическим, медицинским, религиозным.

## Происхождение термина
Согласно Оксфордскому словарю, термин vegetarian (вегетарианец) произошёл от англ. vegetable (растение, овощ). В словаре отмечено, что слово стало популярным после создания в Великобритании Вегетарианского общества в 1847 году, однако приводятся и более ранние случаи употребления.
Вегетарианское общество, приписывающее создание термина «вегетарианец» себе, утверждает, что он был образован от лат. vegetus (бодрый, свежий). 

## Общие сведения
Вегетарианцы не употребляют в пищу мясо, птицу, рыбу и морепродукты. Молочные продукты и яйца не употребляются лишь частью вегетарианцев. Неоднозначно отношение строгих вегетарианцев (веганов) к мёду. Грибы традиционно относят к растительной пище, хотя современная наука выделяет их в отдельное царство.
Некоторые вегетарианцы, кроме определённой пищи, также исключают и:
- одежду и другую продукцию, части которой изготовлены из меха, кожи и т. д.;
- продукцию, в состав которой входят компоненты животного происхождения (такие, как глицерин[5], желатин, кармин);
- продукцию, прошедшую испытание на животных.

Праздники:
- 1 октября — Всемирный день вегетарианства[6];
- 1 ноября — Международный веганский день[7].

## Вариации диеты
|                        | Мясо (включая рыбу и морепродукты) | Яйца | Молочные продукты |
| ---------------------- | ---------------------------------- | ---- | ----------------- |
| Оволактовегетарианство | Нет                                | Да   | Да                |
| Ововегетарианство      | Нет                                | Да   | Нет               |
| Лактовегетарианство    | Нет                                | Нет  | Да                |
| Веганство              | Нет                                | Нет  | Нет               |

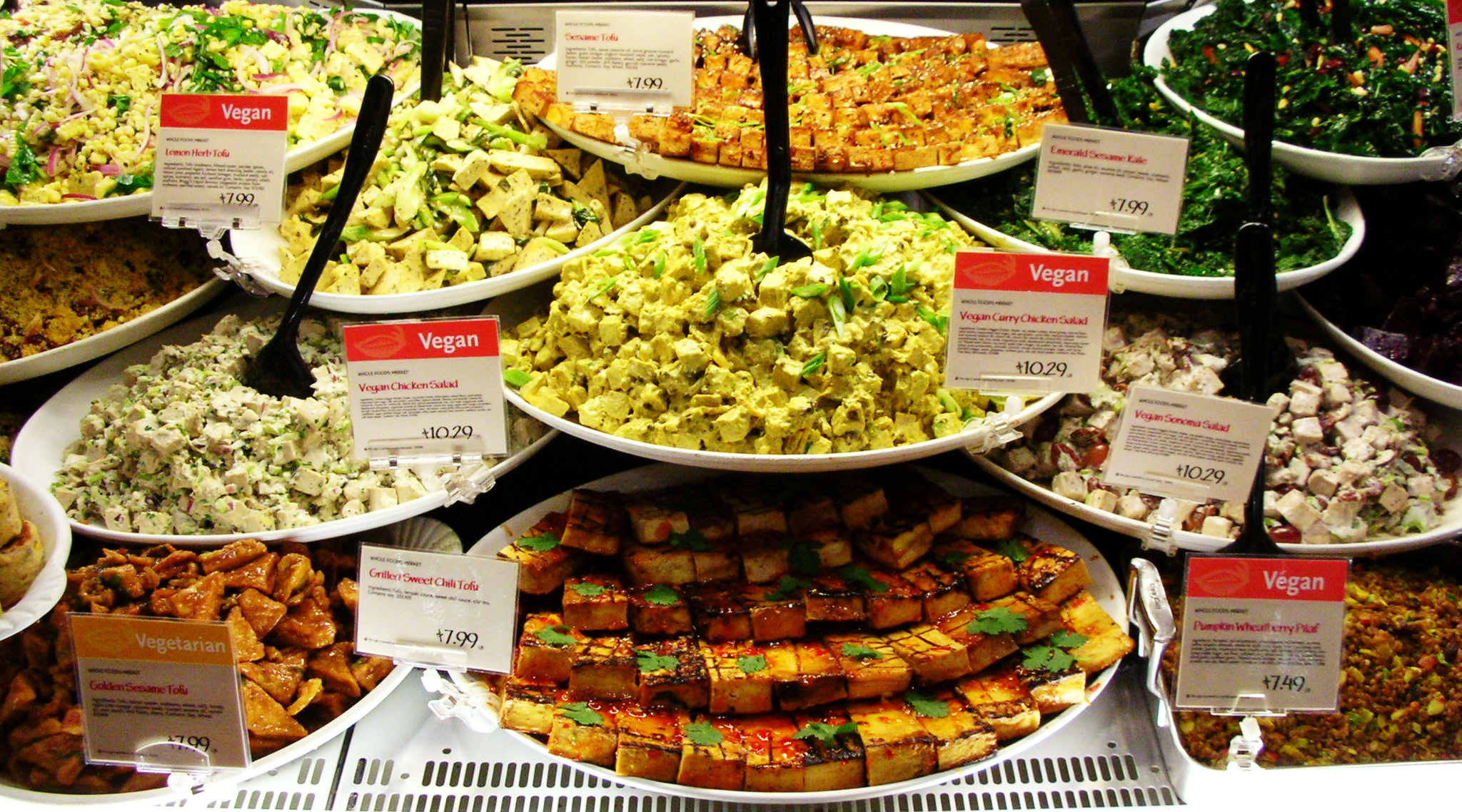
Веганские и вегетарианские блюда в индийской кухне

Вегетарианцы-сыроеды употребляют в пищу только или преимущественно сырую растительную пищу, не подвергавшуюся обработке (термообработка, засаливание, квашение, маринование и любые другие виды обработки пищи). Фрукторианцы питаются сырыми плодами растений — как сладкими сочными фруктами и ягодами, так и жёсткими сухими орехами; часто также семенами.
Следующие диеты не являются вегетарианскими по разным причинам:
- Пескетарианство — отказ от поедания мяса теплокровных животных;
- Поллотарианство — употребление в пищу мяса только птиц;
- Флекситарианство — умеренное или крайне редкое употребление в пищу мяса;
- Макробиотика — рацион состоит в основном из бобов или цельнозерновых продуктов.

Наиболее строгой разновидностью вегетарианства является веганство — отказ от любых животных продуктов, включая молоко и яйца, но понятие вегетарианство не подразумевает исключительно веганскую диету и вегетарианство не следует смешивать с веганством.

## История

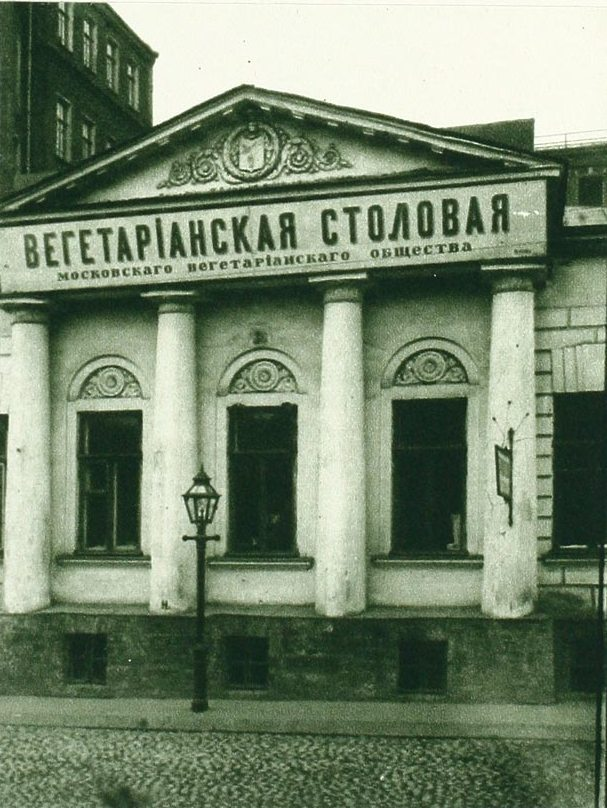
Вегетарианская столовая в Москве на Никитском бульваре

Вегетарианство практиковалось в странах, в которых были распространены такие индийские религии, как буддизм, индуизм и джайнизм. Вегетарианцами также были приверженцы разных философских школ (например, пифагорейцы). В Индии, по разным данным, вегетарианцами в той или иной степени являются от 20 % до 40 % всего населения страны. Поэтому до появления термина «вегетарианство» эта диета называлась «индийской» или «пифагорейской».
В обществе распространено мнение о том, что население древней Индии практиковало вегетарианство, однако это представление не соответствует действительности. Вегетарианство индуистов стало обычаем относительно недавно, в средневековье, с появлением и распространением идеи ахимса (непричинения вреда живым существам). Древние грихьясутры (ритуальные тексты) гласят, что различные виды мяса необходимы для достижения различных целей, в частности, нужны для изобилия еды, поддержания быстроты движений, формирования плавности речи и продления продолжительности жизни.
Как в древности, так и в настоящее время вегетарианство на территории Индии связано скорее с недоступностью мясной пищи для бедных слоёв населения по экономическим причинам.
Среди «высших» каст распространено «истинное» (идейное) вегетарианство с обязательным употреблением большого количества молочных продуктов. Поскольку европейцы (в основном англичане) общались преимущественно с представителями «высших» каст, в европейском обществе сформировалось мнение о приверженности всех жителей Индии вегетарианству.
Первое вегетарианское общество было основано в Англии в 1847 году, где вегетарианство получило распространение, как утверждают некоторые, под влиянием буддизма и индуизма, с которыми английские колонизаторы познакомились в Индии. Италия сейчас является страной, где больше всего в Европе сторонников вегетарианской диеты — 10 % населения этой страны не употребляют убойной пищи.
Вегетарианское движение в России появилось в конце XIX века. В 1894 году была открыта первая вегетарианская столовая в Москве, а в 1901 году в Санкт-Петербурге было зарегистрировано первое вегетарианское общество, в 1909 году создаётся Московское вегетарианское общество. С 1909 по 1915 год выпускается журнал «Вегетарианский вестник». Вскоре в разных городах дореволюционной России появились вегетарианские поселения, школы, детские сады, столовые, определённую роль при этом сыграло влияние писателя Льва Николаевича Толстого. Вегетарианство является главной темой одной из работ Толстого — эссе «Первая ступень». Одно из высказываний, иллюстрирующее воззрения Льва Толстого относительно вегетарианства:
Десять лет кормила корова тебя и твоих детей, одевала и грела тебя овца своей шерстью. Какая же им за это награда? Перерезать горло и съесть?
С приходом советской власти вегетарианским учреждениям стали чинить препятствия: увеличили арендную плату за помещения, вводили повышенные требования к служебному персоналу. Позднее вегетарианские общества запретили, а в 1929 году многочисленных членов общества арестовали и частично сослали на Соловки.
В последние десятилетия XX века вегетарианство получило распространение среди приверженцев движения straight edge.

## География

Индийские законы требуют обязательной маркировки вегетарианских продуктов зелёным цветом (слева)

Помимо Индии, где вегетарианского образа жизни с глубокой древности придерживается значительная часть населения, вегетарианцы составляют заметное меньшинство на Тайване (14 %). От 5 до 10 % колеблется доля вегетарианцев в населении Бразилии, Израиля, Италии, Германии, Великобритании, менее 5 % составляет она в Испании, Франции, Австралии, Новой Зеландии. По данным статистического опроса 2012 года, около 5 % жителей США считают себя вегетарианцами; в 1971 году их число составляло лишь 1 %. В некоторых западных странах среди вегетарианцев в два раза больше женщин, чем мужчин.
По данным проведённого в 2013 году порталом Superjob опроса экономически активных россиян, убеждёнными вегетарианцами в России себя назвали 4 % опрошенных. 12 % опрошенных ответить затруднились, а 55 % заявили об одобрении позиции вегетарианцев. При этом оказалось, что женщины одобряют вегетарианство чаще мужчин (51 % и 49 % соответственно), и что чаще других готова отказаться от пищи животного происхождения молодёжь до 24 лет (7 %). Убеждённых противников вегетарианства оказалось больше всего среди людей старшего поколения.
На 2024 год, число вегетарианцев среди россиян составляет около 1%.

## Мотивы
Ниже приведены некоторые из мотивов, которые побуждают людей к вегетарианству:
- этические — ради непричинения страданий животным, во избежание их эксплуатации и убийств (Этическое вегетарианство[англ.]);
- анатомические — ошибочная[32][33][34][35] убежденность в том, что человек по строению своего организма, в частности желудочно-кишечного тракта, относится к травоядным, то есть к существам, основным источником пищи которых являются плоды растений, а, следовательно, мясо и другие продукты животного происхождения эволюционно не могут быть естественной для человека пищей;
- медицинские — вегетарианская диета способна снизить риск атеросклероза, рака, ряда сердечно-сосудистых заболеваний и некоторых болезней желудочно-кишечного тракта[36];
- религиозные убеждения (буддизм, индуизм, джайнизм, адвентисты седьмого дня[37], растафарианство);
- экономические — убеждённость в том, что вегетарианская диета помогает экономить денежные средства, расходуемые на потребление мясных продуктов;
- экологические — убеждённость в том, что выращивание животных негативно сказывается на экологии;
- прочие — например, убеждённость в том, что растительная пища естественна для человека.

### Экономические мотивы
Люди, ставшие вегетарианцами из экономических соображений, разделяют точку зрения, что потребление мяса экономически не оправдано, учитывая его негативное влияние на здоровье населения и высокие цены на мясную продукцию, делающие его малоприменимым для борьбы с голодом в мире.

### Экологические мотивы
Производство мяса в современных условиях и масштабах негативно влияет на окружающую среду. Для сравнения: весь мировой транспорт, вместе взятый (автомобили, самолёты и корабли), производит 13,5 % всех парниковых газов. При производстве одного килограмма говядины выброс CO2 в атмосферу эквивалентен выбросу CO2 среднестатистического европейского автомобиля на каждые 250 км, а потребляемой при этом энергии достаточно для работы одной 100-ваттной лампочки в течение почти 20 дней. Одно лишь уменьшение потребления мяса до 70 г в неделю на человека уже помогло бы сэкономить 20 трлн долларов, расходуемых на борьбу с изменением климата.
Животноводство — одна из причин сведения тропических лесов. Прямая — под пастбища, и косвенная — под выращивание кормовых культур (растений, идущих на корм скоту). В то же время некоторые исследования показывают, что обеспечение вегетарианским питанием потребует использования бо́льших земельных ресурсов в регионах с низкой плодородностью почвы. На животноводческих фермах используют антибиотики в целях профилактики заболеваний, так как в условиях скученности и стресса животные много болеют. Это само по себе не только источник загрязнения вод, но и причина возникновения микроорганизмов, устойчивых к воздействию антибиотиков.

### Религиозные мотивы
Вегетарианство является частью религиозных убеждений приверженцев индуизма, джайнизма и некоторых ветвей буддизма. В иудаизме, христианстве и исламе отношение к вегетарианству не сформулировано явным образом, хотя в Библии есть очень четкие рекомендации по употреблению мясной пищи и пророчества о лживых учениях, запрещающих употреблять данную Богом пищу.

## Вегетарианское питание и здоровье

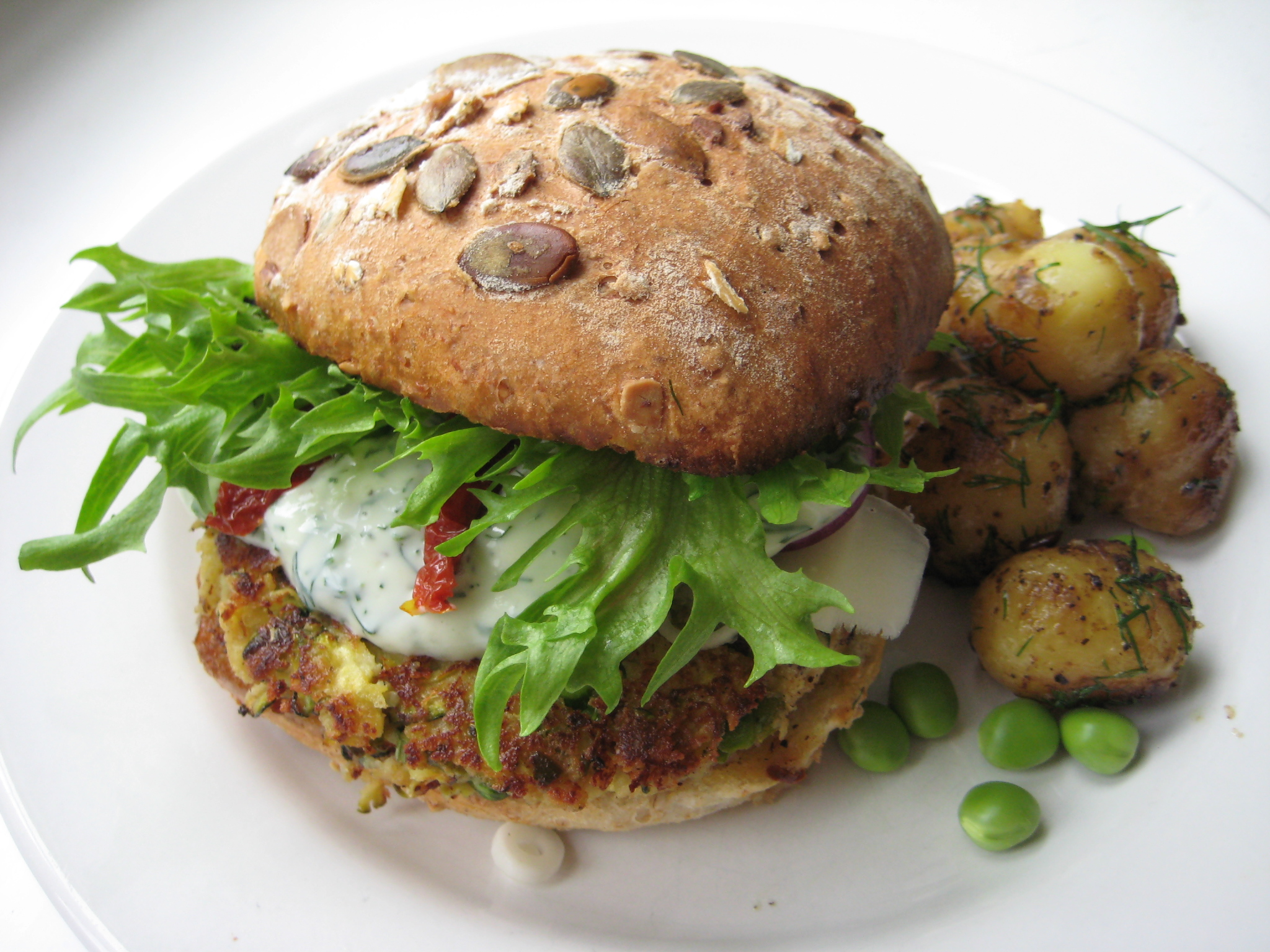
Веджибургер — вегетарианский гамбургер

Вегетарианское питание связано с совокупностью аспектов, касающихся здоровья, и в качестве диеты имеет возможные преимущества и недостатки. В частности — получение организмом необходимых витаминов, минеральных веществ и незаменимых аминокислот из растительной или лакто-ово-вегетарианской пищи. Принято считать, что для полноценного вегетарианского питания не достаточно просто исключить из диеты мясо и другую пищу животного происхождения, необходимо заменить её на пищу, схожую по пищевой ценности, и правильно спланировать диету.

### Вопросы полноценности питания
Уровень употребления питательных веществ вегетарианцами близок к существующим рекомендациям, а состояние здоровья оценивается как хорошее, не отличающееся от такового у невегетарианцев, ведущих схожий образ жизни, и лучше, чем у населения в целом. В вегетарианской диете, в том числе и веганской, обыкновенно высоко содержание углеводов, омега-6-ненасыщенных жирных кислот, диетической клетчатки, каротиноидов, фолиевой кислоты, витаминов C и E, магния, железа, и относительно низко содержание белка, насыщенных жиров, омега-3-ненасыщенных жирных кислот с длинной цепочкой, ретинола, витамина B12 (в веганском рационе без учёта добавок отсутствует) и цинка. Строгие вегетарианцы могут получать особенно низкое количество витамина D и кальция. Различные исследования показали крайне низкое содержание витамина B12 в крови строгих вегетарианцев, которое требует применения специальных добавок к пище.

#### Белок
Растительность в силу своего разнообразия способна обеспечить достаточное количество полноценного белка и удовлетворить энергетические потребности человека. По данным ВОЗ, спирулина содержит более 60 % белка. Весьма богаты белком бобовые, особенно продукты переработки сои. Все основные аминокислоты присутствуют, помимо сои, в таких псевдозерновых культурах, как гречиха и киноа. В других видах растительности могут отсутствовать те или иные существенные для человека аминокислоты, однако сочетание различных видов растительной пищи в течение дня разрешает это затруднение, обеспечивая организм полноценным белком. Потребность в белке нестрогими вегетарианцами покрывается также за счёт молока и его продуктов и/или яиц. Вегетарианская, в том числе строговегетарианская диета, удовлетворяет потребности в белке даже спортсменов.
К примеру, комбинацией овсяного и горохового протеинов можно добиться оптимального соотношения аминокислот, соответствующего требованиям ФАО/ВОЗ к полноценному белку. Полноценность горохового белка лимитирована серосодержащими аминокислотами метионин и цистеин, в то время как овсяный белок имеет более чем достаточно серосодержащих аминокислот, но лимитирован аминокислотой лизин. Благодаря взаимодополняющему аминокислотному составу овсяный и гороховый белки могут успешно применяться в питании спортсменов, в детском питании, продуктах питания для людей пожилого возраста, в пищевых продуктах для контроля аппетита и снижения массы тела.

#### Железо
Вегетарианская диета, как правило, содержит аналогичные уровни железа по сравнению с невегетарианской диетой, но в первом случае железо обладает меньшей биодоступностью, чем железо из мясных продуктов, а его усвоение может иногда подавляться другими компонентами вегетарианского рациона. Из риса и шпината организм человека способен усвоить не более 1 % содержащегося там железа, из кукурузы и фасоли — не более 3 %, из бобов сои — до 7 %. Усвоение из животной пищи — выше (говядина — до 22 %, рыба — около 11 %, яйца — не более 3 %).
По данным The Vegetarian Resource Group, потребление пищи, содержащей витамин C (цитрусовые фрукты и соки, помидоры, брокколи), является хорошим способом увеличить количество железа, усвоенного из пищи. Некоторые вегетарианские продукты известны высоким содержанием железа: чёрные бобы, орехи кешью, семена конопли, фасоль, брокколи, чечевица, овсянка, изюм, шпинат, капуста, салат, горох, соя, многие зерновые завтраки, семечки, нут, томатный сок, темпе, меласса, тмин и хлеб из цельного зерна. В веганской диете содержание железа может быть выше, чем в вегетарианской, так как в молочных продуктах железа мало.
У вегетарианцев запасы железа часто бывают ниже, чем у невегетарианцев. Несколько исследований, в каждом из которых участвовали десятки человек, отмечают очень высокие показатели недостатка железа (до 40 % и 58 % соответственно для вегетарианской или веганской групп). Однако по данным Американской диетической ассоциации недостаток железа у вегетарианцев встречается не чаще, чем у невегетарианцев (у взрослых мужчин очень редко встречается недостаток железа); железонедостаточная анемия является редкостью вне зависимости от диеты.

#### Цинк
Из-за того, что фитаты препятствуют усвоению цинка, а белок животного происхождения, как предполагается, его усиливает, у вегетарианцев ниже усваиваемость цинка, чем у невегетарианцев, хотя случаев дефицита не замечено. Как и в случае с железом, усваиваемость цинка можно повысить путём вымачивания и проращивания бобовых, зерновых и семян, а также заквашиванием хлеба.

#### Кальций
Зелёнолистные овощи с низким содержанием оксалатов (пекинская капуста, брокколи, кудрявая капуста) обеспечивают организм кальцием более высокой усваиваемости (49—61 %) в сравнении с коровьим молоком (31—32 %), кунжутным семенем, миндалём, фасолью (21—24 %). Дополнительными источниками кальция для вегетарианцев служат фиги, чиа, меласса, соевые бобы и темпе. Хотя кальций присутствует во многих видах растительной пищи, для восполнения потребности в кальции многие вегетарианцы делают выбор в пользу растительных продуктов, специально обогащённых этим элементом, например, соков или соевого творога, при изготовлении которого применяются соединения кальция. У лакто-вегетарианцев уровень приёма кальция сравним с таковым и даже выше, чем у невегетарианцев, тогда как у строгих вегетарианцев он ниже всех, часто ниже рекомендуемого уровня.

#### Незаменимые жирные кислоты
Вегетарианская диета, как правило, богатая жирными кислотами омега-6, зачастую бедна жирными кислотами омега-3. Если в диете отсутствуют яйца и специфические водоросли, организм вегетарианца может испытывать недостаток эйкозапентаеновой кислоты (EPA) и докозагексаеновой кислоты (DHA). В человеческом организме происходит преобразование альфа-линоленовой кислоты (ALA), жирной кислоты омега-3 растительного происхождения, в EPA и DHA, поэтому вегетарианцы должны включать в свой рацион хорошие источники ALA, такие, как льняное масло и льняное семя, грецкие орехи, рапсовое, конопляное и соевое масла.

#### Витамин A
Еда животного происхождения содержит готовый витамин A, в шесть раз более активный, чем растительный провитамин A (каротин и другие каротиноиды), которые должны ещё подвергнуться химическим превращениям, прежде чем они смогут быть использованы организмом. Вследствие этого, вегетарианцы могут страдать от гиповитаминоза A, если они употребляют недостаточно продуктов, богатых каротином.

#### Витамин D
Растительность не является источником витамина D, но он присутствует в небольших количествах в молоке и его продуктах и яйцах. Необходимое количество витамина организм синтезирует под воздействием УФ-излучения солнечного света. Пребывание на солнце в течение 15 минут в летнее время на 42 широте обеспечивает необходимым количеством витамина, однако в зимнее время и в более высоких широтах это составляет проблему, поэтому вегетарианцам рекомендуется приём добавок витамина. Также под воздействием УФ-излучения витамин синтезируется в грибах, в частности, в шампиньонах: 5 минут облучения свежесрезанного гриба достаточно, чтобы количество вещества поднялось до уровня почти в 10 раз больше дневной нормы употребления его человеком.

#### Витамин B12
Растительность не содержит витамина B12 в подходящей для человека форме, однако он содержится в молочных продуктах и яйцах, поэтому нестрогие вегетарианцы получают его в необходимом количестве при регулярном их употреблении. Строгим вегетарианцам необходим приём добавки витамина или употребление обогащённой им пищи. Нехватка витамина B12 часто встречается среди вегетарианцев, и ряд исследований связывает с этим дефицитом ослабление костей, часто возникающее при отказе от употребления продуктов животного происхождения, а иногда — и ухудшение памяти.
Хронический недостаток в организме витамина B12 способствует развитию злокачественного малокровия в виде пернициозной анемии.
Следование веганской или вегетарианской диете кормящей матерью без приёма витамина B12 в виде пищевой добавки может привести к чрезвычайно тяжёлым последствиям для ребёнка вследствие дефицита этого витамина.

### Интеллект
Исследование 8170 человек, чей коэффициент интеллекта был оценен в возрасте 10 лет, показало, что те из них, кто стал вегетарианцем к 30 годам, имели в среднем более высокий коэффициент интеллекта в детстве. Это может быть обусловлено лучшим образованием и более высоким положением в обществе, тем не менее, результат остаётся статистически значимым после учёта этих факторов. Руководитель исследований Кэтрин Гейл предлагает следующее объяснение: более умные дети больше думают о том, что едят, что в ряде случаев приводит их к вегетарианству. Единственный невегетарианец в составе команды исследователей Иэн Диэри полагает, что обнаруженная связь между вегетарианством и коэффициентом интеллекта может не быть причинно-следственной. По его мнению, становление человека как вегетарианца — один из множества более или менее случайных «культурных выборов», которые делают умные люди, и этот выбор может быть, а может не быть полезен для здоровья. Было также установлено, что чаще вегетарианцами оказываются женщины, они чаще занимают более высокое общественное положение и имеют более высокую степень образовательной и профессиональной подготовки, хотя эти различия не отражаются в их годовом доходе, который не отличается от такового у невегетарианцев. Любопытно также, что исследования не выявили разницы в коэффициенте интеллекта между строгими вегетарианцами и теми, кто употреблял рыбу и кур, однако называли себя вегетарианцами. Выявленную связь можно объяснить склонностью людей с высоким уровнем интеллекта к нонконформизму и способностью безопасного существования в нём.

### Заболеваемость

#### Сердечно-сосудистые заболевания
Проведённый в 1999 году анализ результатов пяти крупнейших исследований, сравнивавших уровень смертности среди более чем 76 000 вегетарианцев и невегетарианцев, ведущих схожий образ жизни, показал, что смертность вегетарианцев от ишемической болезни сердца, следовавших своей диете более 5 лет, на 24 % ниже невегетарианцев.
В 2013 году опубликованы результаты обследования более 44,5 тысяч человек, находившихся под наблюдением с 1990 по 2009 год, 34 % из которых являлись вегетарианцами, показавшие, что у вегетарианцев риск заболевания и смерти от ишемической болезни сердца на 32 % меньше, чем у невегетарианцев.
Артериальное давление у строгих вегетарианцев ниже, чем у невегетарианцев, среди них реже встречается гипертония, что примерно в половине случаев объясняется разницей в весе тела. Этот показатель не различается между нестрогими вегетарианцами и теми, кто ест рыбу.
В 2019 году были опубликованы результаты крупного исследования, проведённого учёными Оксфордского университета. Они на протяжении 18 лет наблюдали за 48 тыс. жителей Великобритании от 45 лет и старше. Выяснилось, что вегетарианский рацион, с одной стороны на 22 % снижает риск развития сердечно-сосудистых заболеваний, а с другой — на 20 % повышает риск инсульта.

#### Раковые заболевания
По результатам непредставительного исследования более 63,5 тысяч человек в рамках EPIC-Oxford установлено, что среди вегетарианцев реже встречается заболеваемость раком (всеми видами в совокупности), при этом случаи рака толстого кишечника были чаще среди вегетарианцев. Группа испытуемых не была представительной: как вегетарианцы, так и испытуемые, потреблявшие мясо, показали более низкую частоту раковых заболеваний, чем в среднем по стране. По результатам исследования более 34 тысяч адвентистов седьмого дня в Калифорнии, рак кишечника встречался намного чаще у невегетарианцев.
Результаты исследования более 69 тысяч человек в рамках Adventist Health Study-2, опубликованные в 2012 году, показали, что в сравнении с невегетарианской, вегетарианская диета была связана со значимым снижением риска раковых заболеваний. Подразделение показало, что веганская диета была связана с меньшим риском раковых заболеваний для обоих полов в совокупности, а также меньшим риском раковых заболеваний, присущих женщинам, а лакто-ово-вегетарианская диета была связана с меньшим риском заболевания раком ЖКТ.
Согласно исследованию австрийского медицинского университета в 2013 году, у вегетарианцев вероятность рака выше, чем у невегетарианцев.
По данным ВОЗ за 2015 год, мясная продукция относится к канцерогенной, в частности, к группе 1 по классификации МАИР, а красное мясо признано «вероятно канцерогенным» и отнесено к группе 2А. Согласно заключению ВОЗ, ежедневное потребление в пищу 50 грамм мясной продукции увеличивает риск развития колоректального рака на 18 %.
Согласно другим исследованиям, зависимости раковых заболеваний от диеты не наблюдается.

#### Диабет
Веганская и вегетарианская диеты связаны со сниженным риском заболевания диабетом 2-го типа почти вдвое в сравнении с невегетарианской диетой.
Исследованием «Комитета врачей за ответственную медицину» в 1999 году установлено, что веганская диета с цельной растительностью, низкая по содержанию жира, способствует большему снижению веса и понижению уровня сахара в крови, нежели невегетарианская. Более масштабное по количеству участников и продолжительности исследование той же научной группы в 2004—2005 годах выявило, что веганская диета с цельной растительностью, низкая по содержанию жира, столь же, если не более эффективна в лечении диабета, как и рекомендованная Американской диабетической ассоциацией. Ограниченная по калорийности вегетарианская диета значительно увеличила чувствительность к инсулину в сравнении с обычной диабетической диетой.
Вегетарианская диета связана со значительно меньшим риском метаболического синдрома, совокупности расстройств, приводящих к развитию диабета и сердечно-сосудистых заболеваний.

#### Ожирение
У вегетарианцев значение индекса массы тела меньше, чем у невегетарианцев, но не отличается от такового у тех, кто ест рыбу. Этот показатель значительно меньше у строгих вегетарианцев.

#### Мозг и психическое состояние
По результатам исследования 138 адвентистов седьмого дня было установлено, что вегетарианцы имели значительно меньшее количество отрицательных эмоций, нежели невегетарианцы, что объясняется большим количеством принимаемых вегетарианцами с пищей полиненасыщенных жирных кислот в целом и незначительным количеством арахидоновой кислоты, источником которой является пища животного происхождения. Согласно исследованию 39 человек теми же авторами, ограничения в употреблении мяса, рыбы и птицы в некоторых вопросах улучшали эмоциональное состояние невегетарианцев в краткосрочном периоде.

#### Другие заболевания
- Катаракта встречается на 30 % реже среди нестрогих вегетарианцев и на 40 % реже среди строгих, чем среди людей, употребляющих более 100 г мяса в день[96].
- У вегетарианцев (включая строгих) на 31 % ниже риск возникновения камней в почках в сравнении с теми, кто ест рыбу или более 50 г мяса в день[97].
- У вегетарианцев на 31 % реже заболеваемость дивертикулёзом[98].
- Голодание, следующее за периодом вегетарианской диеты, может оказывать благотворное влияние в лечении ревматоидного артрита[99][100].
- Вегетарианская диета способствует понижению повышенного уровня фосфора в крови и моче у страдающих хронической болезнью почек. Выявлено, что животный белок в противоположность растительному отрицательно влияет на концентрацию фосфора в организме[101]. Вдобавок у вегетарианцев на 60 % ниже уровень двух сульфатов PCS и IS, которые, как считается, являются токсичными и вызывают проблемы у страдающих заболеванием почек[102].

#### Смертность
В исследовании EPIC-Oxford с участием 64 234 британцев было установлено, что в целом смертность среди вегетарианцев и невегетарианцев, в чей рацион у среднего мужчины и средней женщины входили 79 и 67 грамм мяса в день соответственно, различается незначительно, при этом смертность испытуемых оказалась значительно ниже, чем в среднем по стране.
Исследованием Adventist Health Study-2 с участием более 96 000 адвентистов было установлено, что среди всех групп вегетарианцев уровень смертности в среднем оказался на 12 % ниже, чем среди невегетарианцев. Среди строгих вегетарианцев по сравнению с невегетарианцами этот показатель оказался ниже на 15 %, среди молочно-яичных вегетарианцев — на 9 %, среди пескетарианцев — на 19 %, а среди полувегетарианцев — на 8 %. Была выявлена значительная степень зависимости между приверженностью вегетарианской диете и снижением риска смерти от сердечно-сосудистых заболеваний, из-за нарушения функции почек и эндокринной системы, а также по другим причинам, не связанным с онкологическими заболеваниями. Наиболее выражено эта взаимосвязь проявляется в отношении мужчин, чем женщин.

#### Генетические эффекты
По мнению учёных из Корнеллского университета, у людей в популяциях, где придерживаются вегетарианской диеты на протяжении длительного времени (много поколений), значительно повышена вероятность наличия мутации rs66698963 в гене FADS2. Данная мутация способствует усвоению незаменимых жирных кислот из растительной пищи, однако одновременно делает организм более подверженным воспалению и раку в результате повышенной выработки арахидоновой кислоты. Эта же мутация препятствует выработке омега-3-ненасыщенных жирных кислот, которые считаются защищающими от болезней сердца. Данное открытие, вероятно, объясняет повышенный на 40 % риск колоректального рака в наследственных популяциях вегетарианцев.

### Продолжительность жизни
В анализе результатов 6 крупных исследований ожидаемости продолжительности жизни утверждается, что очень низкий или нулевой уровень употребления мяса связан со значительным увеличением продолжительности жизни. Долгосрочная (более 20 лет) приверженность вегетарианству может увеличить ожидаемую продолжительность жизни в среднем на 3,6 года. Одно из включённых в анализ исследований — California Seventh-Day Adventists — изучавшего ожидаемую продолжительность жизни более 34 000 адвентистов седьмого дня Калифорнии, выявило, что средняя ожидаемая продолжительность жизни у адвентистов-вегетарианцев выше, чем у адвентистов-невегетарианцев — приблизительно на 7,3 года для мужчин и на 4,4 года для женщин.

### Официальные позиции медицинских и диетологических организаций
Согласно позиции Академии питания и диетологии США, опубликованной в 2016 году, надлежащим образом спланированная вегетарианская либо веганская диета является здоровой и может обеспечить преимущества для здоровья, профилактики и лечения некоторых заболеваний. Она подходит для всех этапов жизненного цикла, включая беременность, период лактации, младенчество, детство, юность, зрелость и пожилой возраст, а также для спортсменов. У вегетарианцев и веганов снижен риск развития определённых заболеваний, включая ишемическую болезнь сердца, сахарный диабет 2-го типа, гипертонию, некоторые виды рака и ожирения. Низкое потребление насыщенных жиров и высокое потребление овощей, фруктов, цельных злаков, бобовых, соевых продуктов, орехов и семян обеспечивает меньший уровень общего холестерина и липопротеинов низкой плотности, а также эффективный контроль уровня глюкозы в сыворотке крови. Эти факторы способствуют снижению хронических заболеваний. Веганам необходимы надёжные источники витамина B12, такие как обогащённые продукты или добавки.
Американское онкологическое общество считает, что вегетарианская диета предположительно снижает риск возникновения рака и может способствовать укреплению здоровья, так как предполагает высокое содержание витаминов, пищевых волокон, фито-химических веществ, и, наоборот, низкое содержание насыщенных жиров.
По данным Американской диабетической ассоциации, научные исследования выявили связь между вегетарианской диетой и понижением риска ожирения, сердечно-сосудистых заболеваний, рака и диабета. Вегетарианцы имеют более низкое кровяное давление и более низкий уровень холестерина ЛПНП («плохого» холестерина). Исследования подтверждают, что следование вегетарианству может предотвратить диабет, а также может помочь справиться с этой болезнью.

## Вегетарианская кухня
К вегетарианской кухне относятся:

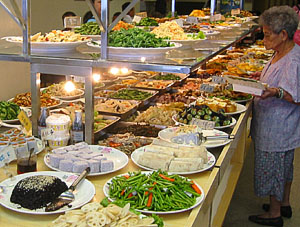
Вегетарианская столовая на Тайване

- изделия из свежих фруктов, овощей и орехов без обработки: многочисленные салаты, фруктовые десерты;
- изделия из овощей, круп, грибов с обработкой: всевозможные запечённые и тушеные блюда, фалафель, рисовые биточки, баклажанная икра;
- изделия из бобовых культур (нут, соя), различные закуски, такие, как растительный паштет, хумус и т. д.

Многие блюда традиционной кухни всех народов по сути вегетарианские, так как животный белок всегда был слишком дорогим для повседневных блюд простых людей.

#### Книги
- Питер Сингер. Освобождение животных, 1975.
- Том Риган. В защиту прав животных, 1985.
- Медкова И. Л., Павлова Т. Н., Брамбург Б. В. Всё о вегетарианстве. — 2-е изд. — М.: Международные отношения, 1993. — 200 с. — ISBN 5-7133-0688-7.
- Нил Барнард. Преодолеваем пищевые соблазны, 2003.

#### Статьи
- Элизе Реклю. О вегетарианстве.
- Стивен Бест. Права животных и неправда о них, 2000.
- Гэри Франчоне. Животные - не товар. Манифест в защиту отмены рабства животных, 2006.
- Позиция Американской ассоциации диетологов относительно вегетарианского питания, 2009.
- Козлов, А. И. Естественно ли для человека быть вегетарианцем? : [арх. 20 августа 2011] // Антропогенез.ру. — 2011.